# أجني هانسون
أجني هانسون هو سياسي سويدي، ولد في 1938. نشط حزبياً في حزب الوسط السويدي.

## مناصب
- انتخب member of the Committee on Foreign Affairs ‏ (8 أكتوبر 2002 – 2 أكتوبر 2006).
- انتخب Member of the Committee on Transport and Communications ‏ (30 سبتمبر 1985 – 6 أكتوبر 1987).
- في الانتخابات العامة السويدية 2002 [الإنجليزية]‏، انتخب عضو البرلمان السويدي [الإنجليزية]‏ عن دائرة Kalmar County (Riksdag constituency) [الإنجليزية]‏ وقد انضم خلال فترته النيابية (30 سبتمبر 2002 – 2 أكتوبر 2006) للكتلة البرلمانية حزب الوسط السويدي.
- في الانتخابات العامة السويدية 1998 [الإنجليزية]‏، انتخب عضو البرلمان السويدي [الإنجليزية]‏ عن دائرة Kalmar County (Riksdag constituency) [الإنجليزية]‏ وقد انضم خلال فترته النيابية (5 أكتوبر 1998 – 30 سبتمبر 2002) للكتلة البرلمانية حزب الوسط السويدي.
- في الانتخابات العامة السويدية 1994 [الإنجليزية]‏، انتخب عضو البرلمان السويدي [الإنجليزية]‏ عن دائرة Kalmar County (Riksdag constituency) [الإنجليزية]‏ وقد انضم خلال فترته النيابية (3 أكتوبر 1994 – 5 أكتوبر 1998) للكتلة البرلمانية حزب الوسط السويدي.
- في الانتخابات العامة السويدية 1991 [الإنجليزية]‏، انتخب عضو البرلمان السويدي [الإنجليزية]‏ عن دائرة Kalmar County (Riksdag constituency) [الإنجليزية]‏ وقد انضم خلال فترته النيابية (30 سبتمبر 1991 – 3 أكتوبر 1994) للكتلة البرلمانية حزب الوسط السويدي.
- في الانتخابات العامة السويدية 1988 [الإنجليزية]‏، انتخب عضو البرلمان السويدي [الإنجليزية]‏ عن دائرة Kalmar County (Riksdag constituency) [الإنجليزية]‏ وقد انضم خلال فترته النيابية (3 أكتوبر 1988 – 30 سبتمبر 1991) للكتلة البرلمانية حزب الوسط السويدي.
- انتخب عضو البرلمان السويدي [الإنجليزية]‏ عن دائرة Kalmar County (Riksdag constituency) [الإنجليزية]‏ (17 نوفمبر 1987 – 3 أكتوبر 1988).
- في الانتخابات العامة السويدية 1985 [الإنجليزية]‏، انتخب عضو البرلمان السويدي [الإنجليزية]‏ عن دائرة Kalmar County (Riksdag constituency) [الإنجليزية]‏ وقد انضم خلال فترته النيابية (30 سبتمبر 1985 – 13 أكتوبر 1987) للكتلة البرلمانية حزب الوسط السويدي.
- في الانتخابات العامة السويدية 1982 [الإنجليزية]‏، انتخب عضو البرلمان السويدي [الإنجليزية]‏ عن دائرة Kalmar County (Riksdag constituency) [الإنجليزية]‏ وقد انضم خلال فترته النيابية (4 أكتوبر 1982 – 30 سبتمبر 1985) للكتلة البرلمانية حزب الوسط السويدي.